# Lindenwold (New Jersey)
Pour les articles homonymes, voir Lindenwold.
Lindenwold est un borough situé dans le comté de Camden, dans l'État du New Jersey, aux États-Unis.

## Histoire
Le borough de Lindenwold a été créé en 1929, en même temps que quatre autres (Hi-Nella, Pine Hill, Pine Valley et Somerdale).